# Walki o Katowice
Walki o Katowice – starcie zbrojne mające miejsce 27 stycznia 1945 między oddziałami Armii Czerwonej a wojskami niemieckimi, skutkujące zdobyciem Katowic i zakończeniem władzy reżimu III Rzeszy.

## Przebieg działań bojowych
Z końcem 1944 roku reżim III Rzeszy był już świadomy tego, że będzie musiał opuścić Śląsk. W związku z tym przygotowano dwa plany, pierwszy oznaczony literą R przewidywał grabież majątku i jego wywóz do Niemiec, drugi oznaczony literą L demontaż i zniszczenie. 
Na Śląsk Armia Czerwona dotarła w wyniku operacji wiślańsko-odrzańskiej która ruszyła 12 stycznia 1945 roku z linii rzeki Wisły. Natomiast w czasie operacji sandomiersko-śląskiej Armii Czerwonej, odbiła region z rąk Niemców. Po walkach Katowice zostały zdobyte 27 stycznia 1945 roku przez żołnierzy z 59 Armii dowodzonej przez gen. płk. Iwana Korownikowa i 4 Gwardyjskiego Korpusu Pancernego dowodzonego przez gen. por. Pawła Połubojarowa. Pierwsze do miasta wdarły się pododdziały dowodzone przez st.lejtnanta Iwana Pietrowa i st. lejtnanta Sergiusza Chramcowa. Za swój czyn obej otrzymali tytuły Bohatera Związku Radzieckiego. W czasie walk poległo 300 czerwonoarmistów, natomiast Niemcy stracili 1270 żołnierzy a 324 dostało się do niewoli.  
Po zakończeniu wojny władze Katowic nadały marsz. Iwanowi Koniewowi tytuł honorowego obywatela miasta, natomiast gen. Leonidowi Breżniewowi tytuł honorowego obywatela województwa katowickiego. Gen. Breżniew został też odznaczony przez Radę Państwa PRL Krzyżem Wielkim Orderu Odrodzenia Polski.

## Upamiętnienie
Po zakończeniu wojny na Placu Wolności w Katowicach wzniesiono Pomnik Wdzięczności Armii Radzieckiej tj. walczącym i poległym żołnierzon Armii Czerwonej w walkach o Katowice.